# غلام أحمد القادياني
ميرزا غلام أحمد القادياني (1255 هـ - 1326 هـ / 13 فبراير 1835 - 26 مايو 1908م) مؤسس الجماعة الأحمدية بقاديان في الهند ويعتبر عند أتباعه هو المهدي المُنتظَر والمسيح الموعود. وقال بأنه مجدد للإسلام خلال القرن الرابع عشر الهجري. حسب الإسلام فإن النبي عيسى على قيد الحياة وأنه في السماء وسينزل في نهاية العالم، لكن حسب غلام أحمد فإن عيسى قد نجا من الصلب وهاجر إلى كشمير، حيث توفي وفاة طبيعية وبالتالي كانت فكرة عودته البدنية خاطئة. غالبية المسلمين يسمونه مسيلمة البنجاب أو الهند.

## النشأة والتعليم
ولد غلام أحمد مؤسس الأحمدية في 13 فبراير عام 1835. عندما بلغ الخمسين من العمر ادعى أن الله أوحى إليه وبعثه ليجدد الدين. باشر بالكتابة في المواضيع الإسلامية منذ عام 1880 حتى عام 1890 عندما أعلن أن الله قد أرسله مسيحاً موعوداً ومهدياً منتظراً، وظل كذلك حتى وفاته بمرض الزحار (الدوسنطاريا) في 26 مايو 1908 مخلفاً ورائه قرابة 80 كتاباً. وقد خلفه نور الدين القرشي الذي توفي عام 1914 ليخلفه مرزا بشير الدين محمود ابن مؤسس الأحمدية وبقي في منصبه حتى وفاته عام 1965 ليخلفه الميرزا ناصر أحمد الذي توفى عام 1982، تلاه انتخاب ميرزا طاهر أحمد والذي توفي في 19 أبريل 2003 حيث انتخبت الجماعة ميرزا مسرور أحمد المقيم في لندن زعيماً لها ولا يزال.

## الأحمدية
كان أول ظهور لهذه الجماعة في الهند وتحديداً في بلدة قاديان إحدى قرى مقاطعة البنجاب الهندية وذلك عام 1889 على يد ميرزا غلام أحمد الذي عاش في الفترة من 1835-1908، والذي قال عن نفسه إنه المسيح الموعود والمهدي المنتظر الذي بشر بأنه يأتي في آخر الزمان. وقد استمر في دعوته حتى وفاته في العام 1908 ليخلفه 5 من (خلفاء الأحمدية) حتى الآن.
يؤمن الأحمديون أن الميرزا غلام أحمد القأدياني مؤسس جماعتهم هو الإمام المهدي، جاء مجدداً للدين الإسلامي، ومعنى التجديد عندهم هو إزالة ما تراكم على الدين من غبار عبر القرون. وقد اتهمه بعض علماء المسلمين من الباكستان ببعض الاتهامات التي رد الأحمديون عليها، حيث تم جمع هذه الردود في كتاب «شبهات وردود».
للجماعة الأحمدية قنوات فضائية عربية وإنجليزية تمثل آلتهم الدعائية، وهي محطات MTA.

## وصلات خارجية
- غلام أحمد القادياني على موقع الموسوعة البريطانية (الإنجليزية)
- الموقع الرسمي للجماعة الإسلامية الأحمدية